# Melcior Mauri i Prat
Melcior Mauri i Prat (Vic, 8 d'abril de 1966) és un ex-ciclista català.
Ha estat, possiblement, el ciclista català més destacat dels anys 1990. Com a èxits més destacats, cal remarcar la Volta ciclista a Espanya de l'any 1991 o el subcampionat del món contra-rellotge del 1998. Fou un dels millors especialistes contra el rellotge del seu temps a escala mundial. Va ser director de l'equip ciclista del FC Barcelona i de l'Andorra-Grandvalira.

## Palmarès
Melcior Mauri ha aconseguit durant la seva trajectòria esportiva 42 victòries. La més important fou la Volta ciclista a Espanya de l'any 1991. Són destacables:
- 1991
  -  1r a la Volta a Espanya i vencedor de 3 etapes
  - 1r a la Volta a la Comunitat Valenciana
- 1992
  - 1r a la Volta a la Comunitat Valenciana i vencedor d'una etapa
  - Vencedor d'una etapa de la Volta a la Rioja
  - Vencedor d'una etapa de la Volta a Múrcia
- 1993
  - Vencedor d'una etapa de la Volta a Aragó
  - Vencedor d'una etapa de la Volta a Espanya
- 1994
  - 1r al Gran Premi de Primavera
  - 1r a la Volta a Múrcia
- 1995
  -  Campionat d'Espanya contra-rellotge
  - Vencedor d'una etapa a la Volta a Catalunya
- 1996
  - 1r a la Volta a Aragó i vencedor d'una etapa
  - 1r a la Volta a Múrcia i vencedor d'una etapa
  - Vencedor d'una etapa a la Volta a la Comunitat Valenciana
- 1997
  - 1r al Circuit de La Sarthe i vencedor d'una etapa
  - Vencedor d'una etapa a la Volta a Espanya
- 1998
  - 1r a la Volta ao Alentejo i vencedor d'una etapa
  - 1r al Circuit de La Sarthe i vencedor d'una etapa
  - Vencedor d'una etapa al Midi Libre
  - Medalla de plata al Campionat del Món contra-rellotge
- 1999
  - 1r a la Volta ao Algarve i vencedor d'una etapa
  - 1r al Gran Premi Jornal de Notícias i vencedor d'una etapa
  - Vencedor d'una etapa a la Volta a Portugal
  - Vencedor d'una etapa al Gran Premi Internacional Telecom
- 2000
  - 1r a la Porto-Lisboa

### Resultats a la Volta a Espanya
- 1989. 130è de la classificació general
- 1990. 71è de la classificació general
- 1991. 1r de la classificació general. Vencedor de 2 etapes
- 1992. Abandona
- 1993. 8è de la classificació general. Vencedor d'una etapa
- 1994. 18è de la classificació general
- 1995. 4t de la classificació general
- 1996. 32è de la classificació general
- 1997. 22è de la classificació general. Vencedor d'una etapa
- 1998. 35è de la classificació general
- 1999. 26è de la classificació general
- 2001. 120è de la classificació general

### Resultats al Tour de França
- 1989. 92è de la classificació general
- 1990. 78è de la classificació general
- 1991. 64è de la classificació general
- 1993. Forat de control (11a etapa)
- 1994. 95è de la classificació general
- 1995. 6è de la classificació general
- 1996. 38è de la classificació general
- 1998. Abandona (16a etapa)

### Resultats al Giro d'Itàlia
- 1988. 98è de la classificació general